# Prunelli-di-Fiumorbo
Prunelli-di-Fiumorbo (kors. I Pruneddi di Fiumorbu) – miejscowość i gmina we Francji, w regionie Korsyka, w departamencie Górna Korsyka.
Według danych na rok 1990 gminę zamieszkiwało 2647 osób, a gęstość zaludnienia wynosiła 71 osób/km².